# Rekrut (film)
Rekrut (The Recruit) – amerykański thriller z roku 2003.

## Obsada
- Al Pacino jako Walter Burke
- Colin Farrell jako James Clayton
- Bridget Moynahan jako Layla
- Gabriel Macht jako Zack
- Brian Rhodes jako psychiatra
- Kenneth Mitchell jako Alan
- Mark Ellis jako instruktor

## Fabuła
James Clayton jest absolwentem Massachusetts Institute of Technology, rozpoczyna właśnie swoją pracę dla CIA. Jego inteligencja i błyskotliwość przyciągają uwagę Waltera Burke’a doświadczonego agenta i instruktora, który pomaga młodemu rekrutowi w serii trudnych szkoleń i wspinaczce po szczeblach kariery. Podczas szkolenia zakochuje się w pięknej Layli, podobnie jak on kandydatce na agenta. Jamesa niepokoją jedynie jego stosunki z opiekunem, które bardziej przypominają zabawę w kotka i myszkę. Szansa na szybki awans pojawia się, gdy Clayton otrzymuje zadanie zdemaskowania szpiega, który wniknął do CIA. James szybko przekonuje się, że stare maksymy CIA – nikomu nie ufaj i nic nie jest takie, jakim się wydaje wciąż są aktualne.